# Несут меня кони…
«Несу́т меня́ ко́ни…» — российский фильм Владимира Мотыля 1996 года по мотивам повести «Дуэль» и других произведений А. П. Чехова.

## Сюжет
Крым. Иван Лешков, некогда студент столичного вуза, а ныне рядовой адвокат в маленьком городке, тяготится скукой провинциальной жизни, пьёт горькую и вымещает злобу за свои несбывшиеся надежды на любимой женщине и окружающих. Однажды друг его юности Эйлер, желая проучить обидчика, как во времена Чехова и Пушкина, вызывает Лешкова на дуэль.

## История создания
По замыслу режиссёра картина не является экранизацией. Стремясь показать на экране физическую сторону страсти, после долгих колебаний он решился взять за основу повесть Чехова, но с переносом действия в современность.

## В ролях
- Андрей Соколов — Иван Андреевич Лешков
- Агнешка Вагнер — Надя (озвучивает Людмила Потапова)
- Сергей Виноградов — Николай Васильевич Эйлер
- Геннадий Печников — Александр Давидович
- Владимир Качан — майор Кацуба
- Валентина Кособуцкая — прокурорша
- Эвклид Кюрдзидис — Гермес
- Любомирас Лауцявичюс — Вацлав (озвучивает Сергей Гармаш)
- Сергей Хрусталёв — Степан
- Александр Кузьмичёв — Матвей Антонович

## Съёмочная группа
- Автор сценария и режиссёр: Владимир Мотыль
- Операторы: Николай Немоляев, Александр Негрук
- Художник-постановщик: Евгений Громов
- Композиторы: Исаак Шварц, Игорь Назарук
- Звукооператор: Юрий Фетисов
- Текст песен: Александр Блок

## Критика
…крымскую мелодраму «Несут меня кони…», на мой взгляд, невозможно признать удачной экранизацией чеховской «Дуэли». Нынешний Мотыль, увы, ничуть не напоминает крепкого профессионала «Белого солнца пустыни». Дурная театральщина, которую, как известно всей душой ненавидел Чехов, поистине правит бал в нынешнем опусе «мэтра»…
— Александр Фёдоров, film.ru